# Казанский университет
Каза́нский (Приво́лжский) федера́льный университе́т (тат. Казан (Идел буе) федераль университеты) — высшее учебное заведение в Казани, один из старейших российских университетов (основан в 1804 году) и один из десяти федеральных университетов (с 2010 года).
В 2023 году университет занял 5 место в списке крупнейших университетов России и 3 место в России по количеству иностранных студентов, по данным Мониторинга Министерства науки и высшего образования РФ в университете в 2023 году обучались 38 653 и 7 199 чел соответственно.

## Названия университета
Вуз исторически известен как «Казанский университет». С момента создания в 1804 году императором Александром I и до Февральской революции 1917 года он именовался «Императорским Казанским университетом», а после — по своему сокращённому названию (Казанским университетом).
В 1918 году Казанский университет был преобразован в «Казанский государственный университет». После смерти В. И. Ленина постановлением ЦИК СССР от 26 января 1924 года вуз был назван в его честь — «КГУ имени В. И. Ульянова-Ленина». Это название было официально утверждено Президиумом ВЦИК 29 июня 1925 года.
В связи с награждениями университет в 1955 году был переименован в «Казанский ордена Трудового Красного Знамени государственный университет имени В. И. Ульянова-Ленина», а с 1979 года стал носить название «Казанский ордена Ленина и ордена Трудового Красного Знамени государственный университет имени В. И. Ульянова-Ленина».
С начала 1990-х и до 2010 года вуз назывался «Казанским государственным университетом имени В. И. Ульянова-Ленина» (тат. В. И. Ульянов-Ленин исемендәге Казан дәүләт университеты, КГУ).
Согласно указу Президента России Д. А. Медведева от 21 октября 2009 года на базе КГУ должен быть создан центральный вуз Приволжского федерального округа — Приволжский федеральный университет.
В связи с протестами студенческо-преподавательского состава вуза против переименования его в «Приволжский», президенты России и Татарстана договорились сохранить за ним историческое название «Казанский университет». Председателем Правительства России В. В. Путиным распоряжением от 2 апреля 2010 года за реорганизуемым университетом было официально закреплено общее название «Казанский (Приволжский) федеральный университет».
В 2011 году приказом Министерства образования и науки о присоединении к Казанскому (Приволжскому) федеральному университету трёх вузов Татарстана: Елабужского государственного педагогического университета, Казанского государственного финансово-экономический института, Татарского государственного гуманитарно-педагогического университета.

## Кампус и недвижимость
Архитектурный ансамбль Казанского университета, являющийся историко-культурным, градостроительным и архитектурным памятником России, включённым в Государственный свод особо ценных объектов культурного наследия народов Российской Федерации, является туристической достопримечательностью Казани, занимает квартал на Кремлёвской улице (в пределах улиц Университетской, Астрономической, Лобачевского и Профессора Нужина).
Казанский федеральный университет обладает 223 360,9 м² учебно-лабораторных площадей, 699 272,82 м² площадей имущественного комплекса (614 объектов) и 364,3 га площадей земельного комплекса (76 участков).
Объекты университета находятся в Татарстане (Казань, Зеленодольск, Набережные Челны, Елабуга, Лениногорск, Алексеевский, Высокогорский, Верхнеуслонский, Зеленодольский, Лаишевский, Тукаевский районы), Карачаево-Черкесии (Зеленчукский район), Карелии (Лоухский район), Самарской области (Тольятти) и Марий Эл (Волжский район).
Комплекс основных учебных зданий университета (университетский городок) расположен в Вахитовском районе Казани в центральной части города: в километре от кремля, в пятистах метрах от станции метрополитена «Площадь Габдуллы Тукая».
Здания студенческих общежитий сосредоточены в Советском районе Казани близ улицы Красной Позиции (студгородок), а также в Приволжском районе в первых двух кластерах Деревни Универсиады. В целом, университетские общежития рассчитаны на 13 000 мест, в том числе 7000 мест в Деревне Универсиады (20 домов, площадью 212 000 м²).

## История

### Имперский период
Казанский университет — один из трёх старейших классических университетов России с важнейшими и основополагающими научными школами и научными обществами.
5 (17) ноября 1804 года императором Александром I были подписаны Утвердительная Грамота и Устав Казанского университета.
Первыми его студентами c февраля 1805 года стали выпускники Казанской гимназии (бывшей поначалу «отдельной частью» Московского университета), при которой и действовал первое время университет.

Блаженной памяти Августейшая Прабабка Наша Государыня Императрица Елизавета Петровна, шествуя по стезям великого Преобразователя России, между прочими славными подвигами благоволила основать в Казани 1758 года Гимназию и даровать ей некоторые права, незадолго пред тем Московскому Университету пожалованные. Предположив, сообразно просвещения настоящих времен, в сём самом месте учредить Университет, дабы существование сего благотворного заведения соделать навсегда неприкосновенным и даровать ему возможность к достижению важного назначения образования полезных граждан на службу Отечества и распространения в нём нужных познаний.— Из Утвердительной Грамоты Казанского университета.
В 1814 году произошло так называемое «полное открытие» классического университета в составе четырёх отделений: нравственных и политических наук, физических и математических наук, врачебных наук и словесных наук.
До основания Томского Казанский университет являлся самым восточным университетом Российской империи: в его округ входили Поволжье, Прикамье, Приуралье, Сибирь и Кавказ.
В первые десятилетия своего существования Казанский университет (совместно с первой казанской гимназией) являлся ведущим центром изучения восточных языков и востоковедения.

Ежели России назначено, как провидел великий Пётр, перенести Запад в Азию и ознакомить Европу с Востоком, то нет сомнения, что Казань — главный караван-сарай на пути идей европейских в Азию и характера азиатского в Европу. Это выразумел Казанский университет. Ежели бы он ограничил своё призвание распространением одной европейской науки, значение его осталось бы второстепенным; он долго не мог бы догнать не только германские университеты, но наши, например Московский и Дерптский; а теперь он стоит рядом с ними, заняв самобытное место, принадлежащее ему по месту рождения.— Герцен, «Письмо из провинции» (1836)
В 1819 году произошла ревизия М. Л. Магницкого, который обнаружил в университете «дух вольнодумства и безбожия». Он потребовал в своём докладе императору «публичного разрушения» университета, но Александр I наложил на доклад резолюцию «Зачем разрушать, можно исправить». Магницкий был назначен попечителем Казанского учебного округа, что привело к массовым реформам в университете: были уволены многие профессора, из библиотеки изымались «вредные» книги, для студентов устанавливался жёсткий казарменный режим.
В 1825 году был построен главный корпус университета, а в 1830-е завершено строительство университетского комплекса: здания библиотеки, химической лаборатории, анатомического театра, астрономической обсерватории, клиники (в организации последней современники отмечали ведущую роль профессора Ф. О. Йеллачича) и других.
Вуз превращался в крупный центр образования и науки. В нём сформировались несколько научных направлений и школ: химическая, математическая, востоковедения, археологии, истории и этнографии, медицинская, геологическая, геоботаническая и другие.
В 1833 году была создана первая в Европе кафедра монгольского языка
В 1834 году начали издавать научный журнал — Учёные записки Казанского университета.
В 1835 году введён устав Николая I, учредивший три факультета: философский (словесное и физико-математическое отделения), юридический и врачебный.
В 1837 году при университете была создана первая в России кафедра китайского языка.
В 1844 году профессором Казанского университета Карлом Клаусом был открыт и назван в честь России рутений — единственный химический элемент, открытый в царской России, и единственный природный химический элемент, открытый в России/СССР.
В 1850-е в связи с созданием Восточного факультета Санкт-Петербургского университета все востоковедческие учебные материалы и коллекции из Казанского университета были полностью переведены в столицу.
В 1863 году введён устав Александра II, учреждивший четыре факультета: историко-филологический, физико-математический, юридический и медицинский.
В 1875—1883 годах в университете заработала Казанская лингвистическая школа.
До 1917 года выпускниками университета успели стать около 12 тысяч студентов.
Во время Гражданской войны в августе-сентябре 1918 года при захвате Казани Народной армией КОМУЧа и Чехословацким корпусом, а позднее при занятии Казани Рабоче-Крестьянской Красной армией, Казань покидает значительная часть её жителей, в том числе большое число студентов и преподавателей университета.
Многие «беглые» казанские университарии были зачислены в штат сибирских вузов (в Томский и создаваемый Иркутский университет).

### Период СССР
Согласно декрету Совета народных комиссаров РСФСР от 9 октября 1918 года учёные степени были отменены, а все преподаватели, ведущие «самостоятельное преподавание» (например, приват-доценты, преподававшие не менее трёх лет), переводились в профессорское звание. Это позволило лишившемуся абсолютного большинства профессоров Казанскому государственному университету, вновь организовать нормальную научную и преподавательскую работу.
По декрету СНК от 17 сентября 1919 года «Об организации рабфаков при всех вузах и втузах и преобразовании существующих курсов в рабфаки» при Казанском государственном университете 1 ноября 1919 года был открыт рабочий факультет, пятый в РСФСР.
В 1919 году на основе юридического факультета был создан факультет общественных наук.
22 мая 1922 года на основе объединения сельскохозяйственного факультета Казанского политехнического института и лесного факультета Казанского государственного университета был учреждён Казанский институт сельского хозяйства и лесоводства.
Решением Президиума Всероссийского ЦИК от 29 июня 1925 года Казанскому государственному университету официально присвоили имя В. И. Ульянова-Ленина.
В 1930-е годы факультеты Казанского университета стали базами для открытия и становления многих новых вузов Поволжья. Так, в 1930 году медицинский факультет КГУ был выделен в Казанский государственный медицинский институт, в 1931 году экономический факультет КГУ был преобразован в Казанский государственный финансово-экономический институт, юридический факультет КГУ стал Институтом советского права, химический факультет КГУ стал основой для создания Казанского химического института, в 1932 году на основе аэродинамического отделения КГУ был образован Казанский авиационный институт.
Во время Великой Отечественной войны в 1941—1943 годах в Казанском университете размещались эвакуированные из Москвы и Ленинграда учреждения Академии Наук СССР, общежития для их сотрудников.
Так, в главном корпусе университета действовали президиум Академии (возглавляемый вице-президентами О. Ю. Шмидтом и Е. А. Чудаковым, а с 1943 года — А. Ф. Иоффе и Л. А. Орбели), а также несколько крупных академических институтов, в том числе ФИАН, Институт физических проблем им. П. Л. Капицы РАН и Физико-технический институт им. А. Ф. Иоффе РАН.
В апреле 1945 года на базе университетских и академических подразделений был учреждён Казанский филиал АН СССР.
В 1952 году Казанский юридический институт (бывший Институт советского права) вновь стал юридическим факультетом КГУ.
В 1953 году сооружён химический корпус КГУ.
11 июля 1955 года университет награждён орденом Трудового Красного Знамени.
В 1970-е годы были построены современные высотные корпуса университетского городка: физического (1973) и мехмата (1978). Каждое из них последовательно стало самым высотным в городе как по собственной высоте и этажности, так и как самая высотная доминанта города ввиду расположения в центре города на Кремлёвско-Университетском холме.
В 1979 году университет награждён орденом Ленина.
В 1989 году при университете был открыт культурно-спортивный комплекс (КСК КГУ «Уникс»).

### Современная история
С 1995 года издаётся международный научный журнал «Enviromental Radioecology and Applied Ecology» («Радиоэкология окружающей среды и прикладная экология»).
В 1996 году университет был включён указом Президента России в государственный свод особо ценных объектов культурного наследия народов Российской Федерации (первоначально как КГУ им. В. И. Ульянова-Ленина, с 2010 года как КФУ).
С 1999 года издаётся научно-технический журнал «Георесурсы».
21 октября 2009 года Президентом России Д. А. Медведевым решено создать в Приволжском федеральном округе на базе КГУ им. В. И. Ульянова-Ленина «Приволжский федеральный университет».
Казанский федеральный университет (ФГОУ ВПО КФУ) был образован 2 апреля 2010 года путём изменения типа и названия существующего государственного образовательного учреждения высшего профессионального образования «Казанский государственный университет им. В. И. Ульянова-Ленина».
В июне 2010 года Президентом Татарстана было принято решение закрыть Академию государственного и муниципального управления при Президенте РТ, передав её ресурсы Казанскому федеральному университету.
На основании приказа Минобрнауки РФ от 2 февраля 2011 года ФГАОУ ВПО КФУ было реорганизовано в форме присоединения к нему Татарского государственного гуманитарно-педагогического университета (бывших ТАРИ, КГПУ, ТГГИ), Казанского государственного финансово-экономического института (КГФЭИ) и Елабужского государственного педагогического университета (ЕГПУ). Поступившие в них летом-осенью 2011 года абитуриенты были зачислены как студенты КФУ.
Согласно долгосрочной «Программе развития ФГАОУ ВПО „Казанский (Приволжский) федеральный университет“ на 2010—2019 годы» финансовая оценка затрат на реализацию программы не включала расходы на текущее функционирование университета и предполагала предоставление финансовых средств на мероприятия по его развитию в размере 11 375 000 000 рублей (в том числе 5 000 000 000 рублей за счёт средств федерального бюджета в 2010—2014 годах).
В 2013 году ВУЗ стал участником проекта «5-100».
В 2017 году был включён в перечень ВУЗов и научных организаций, которые могут самостоятельно присуждать ученые степени кандидата и доктора наук вместо ВАК (19 вузов и 4 научные организации).
В 2022 году учёный совет университета поддержал вторжение России на территорию Украины, продемонстрировав «позицию, исполненную патриотизма, гражданственности и преданности коренным интересам Отечества», а также призвав в условиях «развязанной против России информационной войны» преподавателей, работников и студентов «критически относиться к информации экстремистского толка некоторых СМИ».

## Структура
В состав университетского учебно-научного комплекса входят научная библиотека, научно-исследовательские институты химии, математики и механики, 7 музеев, ботанический сад, астрономические обсерватории, центр информационных технологий, издательство, центр и лаборатория оперативной полиграфии, культурно-спортивный комплекс, спортивно-оздоровительный лагерь и другие подразделения.
В 2012 году в университете обучалось 36 676 студентов (22 535 на дневном отделении, 337 студентов из ближнего и дальнего зарубежья), 1197 аспирантов (из них 34 иностранцы). В университете работало 6615 сотрудников, в том числе более 3000 научно-педагогических работников (из них 1880 с учёной степенью, 409 — докторов наук).

### Институты и факультеты
Казанский федеральный университет — классический многопрофильный вуз, готовящий специалистов по многим специальностям и направлениям на разных факультетах.
В 2011 году был начат процесс преобразования факультетов КГУ в институты КФУ с одновременным слиянием со сходными подразделениями присоединяемых вузов. Новые институты и факультеты, в отличие от прежних, возглавляются директорами, а не деканами.
Институты и факультеты имеют нумерацию в соответствии с порядком их создания в структуре университета. Некоторые номера свободны в связи с расформированием факультетов. Например, номер 15, зарезервированный ранее за факультетом международных отношений и политологии, с 2008 года не используется.
В номерах студенческих групп отображается номер факультета, год поступления (одной цифрой) и порядковый номер группы.

#### Институт фундаментальной медицины и биологии
В мае 2012 года на базе биолого-почвенного факультета КФУ создан Институт фундаментальной медицины и биологии, в котором вновь созданы медицинские кафедры.
В Институте обучаются более 2 000 студентов, около 20 % которых иностранцы, а общая численность работников института составляет около 800 человек. Образовательная, клиническая и научная деятельность осуществляются в Медико-санитарной части КФУ.

#### Институт экологии и природопользования
Созданный в июне 2006 года путём объединения факультета географии и геоэкологии КГУ и экологического факультета КГУ, факультет географии и экологии, в 2011 году был преобразован в Институт экологии и географии КФУ. В 2014 году был преобразован в Институт экологии и природопользования.
Непрерывно, начиная с 1812 года, действует метеорологическая обсерватория. Институт имеет три базы учебно-полевых практик.
Коллектив института насчитывает 126 сотрудников, из которых 16 докторов и 52 кандидата наук. Студентов всех форм обучения более 600.
Подготовка кадров ведётся по 4 направлениям бакалавриата, 6 магистерским программам и по 5 профилям подготовки кадров высшей квалификации в аспирантуре.
При институте действует диссертационный совет по защите докторских и кандидатских диссертаций по специальностям: геоморфология и эволюционная география, метеорология, климатология, агрометеорология, геоэкология (географические науки).

#### Институт геологии и нефтегазовых технологий
В 2011 году геологический факультет КГУ был преобразован в Институт геологии и нефтегазовых технологий.

#### Институт математики и механики им. Н. И. Лобачевского
Институт математики и механики имени Н. И. Лобачевского создан в 2011 году на базе механико-математического факультета c присоединением к нему Научно-исследовательского института математики и механики им. Н. Г. Чеботарёва и части Математического факультета ТГГПУ.

#### Институт физики
Физический факультет КГУ был реорганизован в Институт физики КФУ в 2011 году.

#### Химический институт им. А. М. Бутлерова
Химический институт имени А. М. Бутлерова создан 21 апреля 2003 года путём слияния Научно-исследовательского химического института им. А. М. Бутлерова и химического факультета КГУ. Носит имя известного представителя Казанской химической школы А. М. Бутлерова.

#### Юридический факультет
Создан в 1804 году как нравственно-политическое отделение Казанского императорского университета. В 1919—1922 годах существовал факультет общественных наук, состоявший из исторического, экономического и юридико-политического отделений. В октябре 1928 года был образован факультет советского строительства и права в составе трёх отделений — советского строительства, советского права и экономического. В 1930 году из его состава был выделен экономический факультет, а в 1931 году на оставшихся отделений создан Казанский институт советского строительства и права, который в дальнейшем был переименован в Казанский правовой институт, а в 1936 году в Казанский юридический институт, который просуществовал до 1952 года, когда в составе Казанского университета был воссоздан юридический факультет.
В настоящее время юридический факультет КФУ включает 9 кафедр, а также:

#### Институт управления, экономики и финансов
Институт управления, экономики и финансов — одно из крупнейших структурных подразделений Казанского федерального университета. Был создан в 2014 году путём объединения Института управления и территориального развития и Института экономики и финансов. На сегодняшний день это один из ведущих государственных высших учебных заведений экономического профиля в Российской Федерации.
В институте обучается более 5000 студентов. Обучение проводится по 12 направлениям подготовки программам бакалавриата по 1 направлению подготовки специалитета и 7 направлениям подготовки программ магистратуры. Численность профессорско-преподавательского состава института составляет 374 сотрудника. Всего с учеными степенями и званиями в институте работает 295 человек, из них 40 докторов наук и 255 кандидатов наук. Возглавляет Институт профессор, доктор экономических наук Багаутдинова Наиля Гумеровна.

#### Инженерный институт
Инженерный институт — реализует образовательные программы высшего профессионального образования всех уровней по направлениям и специальностям подготовки инженерно-технических кадров, а также образовательные программы послевузовского профессионального образования, осуществляет подготовку, переподготовку и повышение квалификации работников в области инженерии и технологий, ведёт фундаментальные и прикладные научные исследования.

#### Институт информационных технологий и интеллектуальных систем (ИТИС)
ИТИС(ранее Высшая школа ИТИС) — факультет, созданный в 2011 году совместными усилиями Министерства информатизации и связи Республики Татарстан, Казанского федерального университета и мировых ИТ-брендов: IBM, Microsoft, HP, Oracle.

#### Институт вычислительной математики и информационных технологий (ИВМиИТ-ВМК)
Факультет вычислительной математики и кибернетики Казанского государственного университета (ВМК КГУ) создан в 1978 году. Инициатор создания и первый декан факультета ВМК — профессор А. В. Сульдин (1928—1996).
5 мая 2011 года факультет вычислительной математики и кибернетики был преобразован в Институт вычислительной математики и информационных технологий (Институт ВМиИТ-ВМК).
Институт ВМиИТ-ВМК является исследовательским центром в области прикладной математики и информатики. Институт ВМиИТ-ВМК готовит специалистов, связанных с применением вычислительной техники в образовании, науке, промышленности, экономике и управлении.

#### Институт филологии и межкультурной коммуникации
Институт филологии и межкультурной коммуникации Казанского федерального университета основан 1 сентября 2011 года на базе двух факультетов бывшего Казанского государственного университета: филологического факультета и отделения татарской филологии факультета татарской филологии и истории, а также четырёх факультетов бывшего ТГГПУ: русской и татарской филологии, иностранных языков и факультета искусств.
В институте обучаются более 3 тысяч студентов, работают более 300 преподавателей и сотрудников.

#### Институт социально-философских наук и массовых коммуникаций
Институт социально-философских наук и массовых коммуникаций КФУ образован в 2014 году в результате объединения философского факультета и Института социальных наук и массовых коммуникаций.
В институте работают иностранные профессора, обучается почти 150 студентов-иностранцев.

#### Институт международных отношений, истории и востоковедения
Институт международных отношений КФУ создан 1 ноября 2013 года.
Свою историю институт ведёт с 1804 года, момента образования Императорского Казанского университета и начала подготовки историков и востоковедов в составе отделения словесных наук, а позднее (в 1807—1855 гг.) в составе Разряда восточной словесности.
В Институте на сегодняшний день более 6000 обучающихся, в том числе более 1000 (16 % от всех обучающихся) иностранных граждан из 41 страны мира. Научно-педагогическую деятельность обеспечивают ученые самого высокого уровня, среди которых 1 академик и 1 член-корреспондент Российской Академии наук, 3 член-корреспондента Академии наук Республики Татарстан, 50 докторов и более 200 кандидатов наук. В Институте осуществляется подготовка обучающихся по всем ступеням высшего образования: бакалавриат, магистратура, аспирантура.

#### Институт психологии и образования
Институт психологии и образования создан в Казанском (Приволжском) федеральном университете в сентябре 2011 года и объединил в себе факультет психологии Казанского государственного университета им. В. И. Ульянова-Ленина, факультет психолого-педагогического образования Татарского государственного гуманитарно-педагогического университета и отдельные структуры Института развития образования Республики Татарстан.
В рамках педагогического направления в КФУ обучаются 9 000 человек, что составляет 20 % от общей численности студентов КФУ, — будущих учителей, работает более 600 преподавателей и учёных, специализирующихся в таких научных областях, как педагогика, педагогическая психология, дефектология, лечебная педагогика и превентивная психология. Ежегодно из стен вуза выпускаются 2 000 человек, из них порядка 500 человек — по программе с татарским языком обучения. В 2018 году ещё 125 человек поступили в КФУ по целевому набору от республики («билингвальные учителя»).
В КФУ реализуются программы педагогического образования всех уровней: 24 образовательные программы бакалавриата, 27 образовательных программ магистратуры, 3 программы аспирантуры, 1 программа докторантуры; 190 программ повышения квалификации учителей, 20 программ профессиональной переподготовки; сосредоточено наибольшее количество магистерских программ в Приволжском федеральном округе. И неслучайно именно в Казанском университете был создан один из шести региональных научных центров Российской академии образования.
С 2016 года в Казанском университете реализуется программа магистратуры интегративного типа по педагогическому направлению.
В 2018 году КФУ впервые вошёл в число 125 лучших университетов мира в предметной области «Образование» по версии британского издания Times Higher Education. По версии ещё одного авторитетного рейтинга — QS World University Rankings, в предметной области «Образование» КФУ занимает 251−300 место. В 2022 году вуз вошёл в международный рэнкинг «Три миссии университета», где занял 501—550 позицию. А в рэнкинге RAEX «100 лучших вузов России» занимает 20 место. По числу публикаций в области образования в базах данных Scopus и Web of Science, по цитируемости научных исследований и материально-техническому, информационному оснащению учебного процесса КФУ занимает 1 место в России.
Средний показатель ЕГЭ абитуриентов, претендующих на обучение в КФУ по педагогическому профилю, превышает 78 баллов и ежегодно растет. Конкурс по направлению «Начальное образование и иностранный (английский) язык» составляет 19 человек на место.

#### Общеуниверситетская кафедра физвоспитания
Общеуниверситетская кафедра физического воспитания и спорта КФУ образована в 2012 году на базе кафедр физического воспитания и спорта КГУ и реорганизованных вузов ТГГПУ и КГФЭИ.
Первые самодеятельные организованные формы занятий физическими упражнениями в Казанском Императорском университете представляли собой обучение студентов верховой езде, фехтованию, танцам, плаванию. С 1929 года студенты стали заниматься физкультурой при кафедре военной подготовки, а сама кафедра физической культуры и спорта появилась в 1935 году.
Учебная работа организована в трех подразделениях: основное, специальное, спортивное. Занятия проводятся в спортивных комплексах «УНИКС», «Бустан», «Москва» и спортивном комплексе на ул. Бутлерова. Обучение проходят студенты 1-3 курсов, с общим охватом около 14000 человек.
В штате кафедры 76 преподавателей.

## Филиалы и представительства

### Объединённый филиал КФУ вНабережных Челнах
Набережночелнинский институт (филиал) КФУ получил свое нынешнее наименование в 2013 году, сам институт был образован в 1997 году. В ходе реорганизации КФУ в 2012 году к названному филиалу была присоединена «Камская государственная инженерно-экономическая академия» (ИНЭКА).

#### Елабужский институт (филиал) КФУ
Елабужский институт (филиал) КФУ был образован в 2011 году на базе Елабужского государственного педагогического университета и, продолжая педагогические традиции, является одним из ведущих научных и образовательных центров Нижнего Прикамья.
В составе института находятся 7 факультетов, при которых работают 19 кафедр, 4 музея, более 20 учебных и проблемно-научных лабораторий. Здесь обучаются более 4000 студентов и более 70 аспирантов.
По состоянию на 1 января 2018 года численность профессорско-преподавательского состава в Елабужском институте КФУ составила 165 человек.

#### Филиал КФУ вЧистополе
Чистопольский филиал КФУ был образован приказом Министерства образования и науки РФ от 27 апреля 2012 года № 350, когда Чистопольский филиал Камской государственной инженерно-экономической академии был присоединён к КФУ.
В 2014 году Наблюдательным советом КФУ было принято решение о ликвидации филиалов в Зеленодольске и Чистополе, был прекращён набор студентов.

#### Представительство КФУ в Абхазии
Представительство КГУ в Республике Абхазия было создано 1 июля 2004 года.

#### Представительство вТольятти
В 2018 году «Волжский университет имени в. н. Татищева» — стал филиалом Казанского (Приволжского) федерального университета в Тольятти, Самарской области.

### Специализированный учебно-научный центр IT-лицей КФУ
IT-лицей открыт 1 сентября 2012 года по инициативе Президента Республики Татарстан Рустама Минниханова и рассчитан на обучение одаренных детей республики и других регионов Российской Федерации (в 2018—2019 учебном году — 325 детей). Является структурным подразделением КФУ и представляет собой уникальное учебное заведение не только в России, но и в мире. Цель лицея — подготовить интеллектуальную элиту в сфере IT.
Здесь работают 42 педагога и 24 воспитателя. Обучение в IT-лицее ведется с 7-го класса. Отбор учащихся осуществляется на конкурсной основе в три этапа: заочное тестирование (в режиме онлайн), очный этап (тестирования по русскому языку, математике, логике и профильным предметам), собеседование с учётом портфолио индивидуальных образовательных достижений и личностных качеств учащихся. В течение учебного года учащиеся проживают на территории лицея-интерната. Питание, обучение и проживание в IT-лицее бесплатное. Наполняемость класса не более 17 человек.
В IT-лицее широко развито IT-направление, функционируют две школы дополнительного образования: IT-школа Samsung и Лицей Академии Яндекса. IT-лицей входит в сообщество Microsoft Showcase School.
С 2021 года является Специализированным учебно-научным центром (СУНЦ).

### Институт непрерывного образования
Институт непрерывного образования (ИНО) был создан 26 мая 2005 года.
В его составе: факультет повышения квалификации, факультет довузовского образования, факультет дополнительного образования, центр переподготовки и повышения квалификации государственных и муниципальных служащих.

### Высшая школа бизнеса
Высшая школа бизнеса Казанского федерального университета (ранее — Высшая школа MBA, Программа МВА) основана в 2000 году на базе Казанского государственного финансово-экономического института. Программа МВА была создана в сотрудничестве с Санкт-Петербургским государственным университетом экономики и финансов и Высшей коммерческой школой ESIDEC г. Мец (Франция). В настоящее время Высшая школа бизнеса, являясь структурным подразделением Казанского (Приволжского) федерального университета, реализует полный спектр программ в сфере бизнес-образования.
Целью Высшей школы бизнеса является формирование профессиональных управляющих на основе усиления и развития предыдущего опыта работы в бизнесе и менеджменте, приобретение новых знаний об организациях, действующих в современной деловой среде, выработка компетенций по их применению в различных, в том числе нетипичных деловых ситуациях.

### Корпоративный университет Сбербанка
Казанский университет и Сбербанк России 12 мая 2011 года заключили соглашение, предусматривающее открытие в КФУ «корпоративного университета» отделения Сбербанка «Банк Татарстан»: кафедры Сбербанка и Центра корпоративного обучения Сбербанка.
Основной задачей кафедры станет подготовка резерва сотрудников Сбербанка из числа студентов университета. Центр корпоративного обучения создается с целью подготовки, переподготовки и повышения квалификации специалистов Сбербанка.

### Ботанический сад
Первый ботанический сад Казанского университета был создан К. Ф. Фуксом в пределах университетского комплекса в 1806 году. В 1820-х годах для более крупного сада были выкуплены земли близ озера Кабан. В 1921 году ботсад университета был преобразован в Казанский зооботсад.
В 1984 году при университете был воссоздан свой ботанический сад земельной площадью в 155 га, находящейся на территории Советского района Казани.

### Астрономические обсерватории

#### Астрономическая обсерватория университета
Обсерватория при университете построена в 1837 году при участии И. М. Симонова.
Астрономические обсерватории Казанского университета получили статус Всемирного наследия ЮНЕСКО на 45-й сессии Комитета всемирного наследия ЮНЕСКО.

#### Астрономическая обсерватория им. В. П. Энгельгардта
Загородная обсерватория университета основана в 1901 году. Находится в посёлке Обсерватория Зеленодольского района.
К 2013 году у обсерватории планировалось создать Астропарк. Строительство первого объекта — Казанского планетария, приуроченное к 110-й годовщине основания обсерватории, было начато 22 августа 2011 года. Первый в России планетарий, действующий в составе университета, и 33-й по счету в России, открылся в июне 2013 года.

#### Северокавказская астрономическая станция
Северокавказская астрономическая станция университета построена в 1973—1974 годах. Находится в республике Карачаево-Черкесия.

### Вспомогательные подразделения

#### Научная библиотека им. Н. И. Лобачевского
По состоянию на 2008 год библиотечный фонд составлял около 5 млн экземпляров.

#### Издательство университета
Издательство Казанского университета — одно из старейших издательств России.
Университет выпускает ряд журналов:
- Известия высших учебных заведений. Математика,
- Учёные записки Казанского университета,
- Электронные библиотеки.

### Спортивные объекты
Университету принадлежит 11 спортивных объектов.

#### КСК «УНИКС»
При университете находится один из крупнейших в Казани — физкультурно-оздоровительный, культурный и спортивный центр — культурно-спортивный комплекс КФУ «УНИКС» (от «УНИверситет, Культура, Спорт») — общая полезная площадь которого составляет более 15 090 м².
В КСК КФУ расположены:
- большой концертный зал (на 1107 мест);
- малый концертный зал (на 448 мест);
- десять спортивных залов (2920 м²);
- скалодром.

Ранее КСК УНИКС являлся основной базой баскетбольного клуба УНИКС.

#### УСК «Бустан»
Универсальный спортивный комплекс «Бустан» был открыт 5 мая 2010 года как один из объектов Летней Универсиады 2013 года. Комплекс состоит из двух зданий площадью 3499 и 6196 м². В них расположены универсальный спортивный зал, плавательный бассейн, тренажёрный зал, а также медицинские и административные блоки. Комплекс служит для занятий волейболом, художественной гимнастикой, плаванием и водным поло.

#### Спорткомплекс «Москва»
Спортивный комплекс «Москва» открыт 5 мая 2010 года. Общая территория спорткомплекса составляет 5148 м² на которых разместились спортивный зал, тренажёрный зал, залы для занятия борьбой, аэробикой, тяжёлой атлетикой, а также медицинский и административный блоки.

## Известные выпускники и преподаватели
Смотри категории
- Выпускники Казанского университета
- Преподаватели Казанского университета

## Международное сотрудничество
Казанский университет имеет договоры о сотрудничестве более чем с 40 иностранными университетами, участвует в программах IREX, Fulbright, USIA, DAAD, TEMPUS, INCO-Copernicus, Евразия и других.
Одним из примеров международного сотрудничества является работа с японским институтом физико-химических исследований RIKEN: в 2008 году было подписано соглашение о партнёрстве в рамках «Международной программы совместной аспирантуры», а в 2012 году в Казани состоялось открытие лабораторного комплекса КФУ- RIKEN. В мае 2016 года подписан договор о расширении сотрудничества.
Университет также является членом Международной ассоциации университетов, Евразийской ассоциации университетов, Союза университетов за демократию, входит в международную ассоциацию Informatics Europe.
Сотрудничает с Центром перспективных экономических исследований с 2007 года.
В 2019 году Казанский университет занимал второе место, а в 2021 году — первое место в России по числу иностранных студентов. По данным Министерства науки и высшего образования РФ в 2022 году университет занимал второе место в России по числу иностранных студентов.

## Критика
Доктор социологических наук, доцент кафедры общей и этнической социологии КФУ Искандер Ясавеев отмечает, что за период с 2010 по 2015 годы КФУ подвергся «сильнейшей бюрократизации», что стало причиной ухудшения качества обучения. Ясавеев указывает на авторитарный стиль управления, приведший к множеству опрометчивых решений, включая, например, переезд факультета журналистики и социологии «в недельный срок в середине семестра — без предварительного обсуждения и подготовки — из университетского городка в удаленное здание». Ясавеев также критикует руководство университета за демонстрацию «высоким гостям» только отдельных, специально подготовленных для демонстрации мест университета и скрытие от посетителей здания отделения истории с аудиториями без проекторов и здания Института экологии и природопользования, находящемся в плохом состоянии. Попытка университета подняться в рейтингах за счёт увеличения числа статей в научных журналах, по словам Ясавеева, обернулась административным давлением на сотрудников университета, что стало причиной появления «сотен статей в псевдонаучных „мусорных“ журналах, публикующих тексты за определённую плату». Также Ясавеев отмечает сильное неприятие критики со стороны руководства, указывая в том числе на текст трудового договора сотрудников университета, где присутствует обязанность «не совершать действий, способных прямо или косвенно негативно отразиться на деловой репутации и имидже КФУ». Приводя в пример слова ректора о средней зарплате всего персонала университета, в том числе техничек и лаборантов, составляющей 34,2 тысяч рублей в месяц, Ясавеев указывает, что на «позиции выше средней» зарплата самого Ясавеева составляет около 30 тысяч рублей в месяц, доценты, старшие преподаватели и ассистенты имеют значительно меньшую зарплату, лаборанты университета зарабатывают со всеми надбавками не более 10 тысяч рублей в месяц, а заработок же ректора за 2014 год составил 8,9 миллионов рублей.

### Нарушения академической этики
По данным исследования Диссернет в КФУ обнаружено несколько преподавателей, защитивших диссертации, написанные с нарушениями академической этики. В целом, в КФУ обнаружено более 50 защит подобных диссертаций.